# ジェダイ・スターファイター
ジェダイ・スターファイター（Jedi starfighter）は映画『スター・ウォーズシリーズ』に登場するジェダイの使う架空の宇宙戦闘機。
米国公式サイトによるとジェダイ・スターファイターという戦闘機にはデルタ7やイータ2のような機種が存在するという設定である。

## デルタ7
正式な機種名はデルタ7・イーサスプライト・インターセプター（Delta-7 Aethersprite Interceptor）。その名の通りギリシア文字のデルタ（Δ）に似た形状をしている。普段はジェダイ聖堂の格納庫に収容されており、銀河共和国の危機の際にはジェダイ・オーダーの戦闘機として活躍した。パイロットの補助およびナビゲーションの役割として1体のアストロメク・ドロイドを左翼に搭載可能。また、2基のレーザー・キャノンやシールド発生装置、貨物庫も装備している。しかしそのシャープで軽量な機体がゆえ、ハイパードライブは搭載されておらず、ハイパースペース航行のためには着脱可能なトランス・ガル・メグ・インダストリーズ社製「ハイパードライブ・リング」を別途に必要とする。
また、クローン大戦を通じてアナキン・スカイウォーカーやセイシー・ティンなどは独自に改造を施し、それらの実戦データを参考にして製造元のクワット・システムズ・エンジニアリングは更なる新型の生産に着手していく。
ハイパードライブ・リングの設定は映画製作の終盤になって追加されたものだったので、エピソード2公開時にこの設定を取り入れた関連商品は世界中でもファインモールドの製品のみであった。
一般的にはこちらの機体を「ジェダイ・スターファイター」と呼ぶことが多い。
ちなみに、オビ＝ワンが使用した海老茶色の機体は、彼が拉致されたためジオノーシスに放置されるが、アストロメク・ドロイドの「R4-P17」は回収されていた。また機体自体もGCソフト『スター・ウォーズ ローグ スコードロン III』にて、ジオノーシスに不時着したウェッジ・アンティリーズが脱出に使用するために復活させ、そのまま同盟軍に拾われている。

### アナキン・スカイウォーカーのデルタ7
＜アズア・エンジェル＞
＜エイザー・エンジェル＞とも表記される。機体名の「蒼き天使」は、青色の塗装と、アナキンの秘密の妻パドメ・アミダラへの愛情に由来する。
両翼の先端部に2基ずつ、合計4基のレーザー砲が搭載され、胴体背面中央部には16発装填のプロトン魚雷発射装置があるため、通常のデルタ7とは一線を画す高い火力を持つ。他にも多種多様な改造が施されているが、最大の特徴として、アナキン自身の工夫によるハイパードライブが内蔵されており、前述のハイパードライブ・リングを必要としていないことが挙げられる。
アナキンの愛機であるが、決して彼の個人的所有物ではなくジェダイ・オーダーの備品を勝手に改造しているだけである。オビ＝ワンなど、他のジェダイの中には物の占有や執着を禁じるジェダイの掟に反していると見なすものもいたが、ジェダイ・マスターでエース・パイロットでもあるセイシー・ティンは、デルタ7の機体性能向上のためアナキンの改造を奨励していた。
クローン戦争の初期数ヶ月に渡りアナキンに使用され、ムーニリンストの戦いでは、分離主義勢力のアサージ・ヴェントレスの戦闘機をハイパードライブを使用してヤヴィン第4衛星まで追跡する。しかし、アナキンがジャングルで機体から離れたところ、アズア・エンジェルはアサージに破壊されてしまった。なお、搭載されていたアストロメク・ドロイドのR4-P22も共に破壊された（この頃、R2-D2はまだパドメが所有していた）。
＜アズア・エンジェルⅡ＞
アズア・エンジェルに代わるアナキンの愛機で、初代と同様の改造が施されている。コントロール・パネルにも改修が施されており、乗り物の操縦に長けたクローン・トルーパーでも容易には操縦できない。機体後部にはポッドレーサーのシンボルが描かれている。
アナキンのジェダイ・トライアルとなったプリシトリンの戦いで使用され、獅子奮迅の活躍で敵援軍の宇宙戦闘機を多数破壊し、旗艦の宇宙戦艦をも撃沈して戦いの勝利を決定付けた。その際、戦艦の爆発に巻き込まれ、アナキンは一時死亡したものとみなされたが、ハイパードライブの搭載が功を奏し、アズア・エンジェルⅡはボロボロになりながらも無事に帰還した。

### デルタ7B
デルタ7に、数名のジェダイ・パイロットによる実戦データをフィードバックした改良型。船体中央部が大型化されているため、アストロメク・ドロイドの搭載ソケットがコクピットの脇ではなく、前に移動している。
使用者によりカラーリングが異なっており、アナキンは黄と灰色（彼のポッドレーサーのエンジン色を模した）、オビ＝ワンは海老茶色、メイス・ウィンドゥは白色、キット・フィストーは茶と緑色に塗装している。
名前の判明している機体としては、アナキンがプロ・クーンに送った＜ブレイド・オブ・ドーリン＞（青色）がある。
なお、アナキンのものでも、デルタ7Bにハイパードライブは搭載されていない。

### デルタ12
ティモシイ・ザーンによるスピンオフ小説「外宇宙航行計画」及び「生存者の探索」に登場する。正式な機種名はデルタ12・スカイスプライト＝ツーシーター（Delta-12 Skysprite two‐seater）。
その名の通り複座式。7を大型化したものだがジェダイ専用機ではなく、一般市場に売り出すことを見込んだため、武装も搭載されていない。そしてやはりハイパードライブ・リングを別途必要とする。ナンバリングは12となっているが、遅くともクローン戦争の8年前には既に実用化されていた。
アウトバウンド・フライト計画に途中まで同乗したオビ＝ワンとアナキンは、このデルタ12に乗って銀河外縁部から帰還する予定だったが、結局は使用されることが無く、計画の失敗と共に失われた。しかしその50年後、アナキンの息子ルーク・スカイウォーカーとその妻マラ・ジェイドにより発見され、破壊された彼らの宇宙船に代わって敵の追撃に使用されることになる。

## イータ2
正式な機種名はイータ2・アクティス・インターセプター（Eta-2 Actis Interceptor）。全長5.47メートル。後のTIEファイターのような形状（その名の通りギリシア文字のイータ（Η）に似た形状）と飛行音を持ち、前に迫り出した開閉可能な両翼と卵形のコクピットが特徴的。
レーザー・キャノンやイオン・キャノンを装備しているが、通常の戦闘機が装備するシールド発生装置、各種センサー等は多くが排除あるいは簡略化され、フォースの加護なしには操縦できないジェダイ専用機である。また、デルタ7と同じく光速のためにはハイパードライブ・リングを別途に必要とする。その機体は更に縮小化されエア・スピーダー程度の大きさに抑えることに成功した。
クローン大戦中に改良されたこの新型機は、コルサントの戦いでアナキンやオビ＝ワンに使用され、その威力を存分に発揮する。アナキンの機体は黄色、オビ＝ワン、アソーカ・タノの機体は赤色である。
ケイト・ニモーディアにいたプロ・クーンが乗るのはデルタ7だが、（撮影上の都合で）コクピットの様子はイータ2型である。
こちらの機体の一般的な呼称は定着しておらず、「新型ジェダイ・スターファイター」「アドバンスト・ジェダイ・スターファイター」「ジェダイ・インターセプター」などと混乱が見られる。